# Tyler Martin
Tyler Keith Michael Martin (Toronto, 28 de junho de 1990) é um jogador de polo aquático australiano.

## Carreira
Martin integrou a Seleção Australiana de Polo Aquático que ficou em nono lugar nos Jogos Olímpicos de 2016.